# Freigné
Freigné is een plaats en voormalige gemeente in het Franse in de regio Pays de la Loire.

## Geschiedenis
De gemeente maakte deel uit van het arrondissement Segré in het departement Maine-et-Loire totdat op 1 januari 2018 de gemeente fuseerde met Bonnœuvre, Maumusson, Saint-Mars-la-Jaille, Saint-Sulpice-des-Landes en Vritz in het aangrenzende departement Loire-Atlantique tot de commune nouvelle Vallons de l'Erdre.

## Geografie
De oppervlakte van Freigné bedraagt 63,6 km², de bevolkingsdichtheid is 15,5 inwoners per km².
De onderstaande kaart toont de ligging van Freigné met de belangrijkste infrastructuur en aangrenzende gemeenten.

## Demografie
Onderstaande figuur toont het verloop van het inwonertal.
Bonnœuvre · Freigné · Maumusson · Saint-Mars-la-Jaille · Saint-Sulpice-des-Landes · Vritz